# Lac de Rabodanges
Pour la commune, voir Rabodanges.
Le lac de Rabodanges est un lac du département de l'Orne dans la région Normandie. Il a été artificiellement créé en 1960 par EDF afin de produire de l'électricité. D'une longueur de 6 km et d'une largeur maximale de 250 m (valeurs approximatives), c'est un lac en longueur né par la noyade de la vallée de l'Orne en aval de Putanges-Pont-Écrepin.
Il constitue ainsi une étendue d'eau s'étendant sur 5 communes (Putanges-Pont-Écrepin, Sainte-Croix-sur-Orne, Les Rotours, Saint-Aubert-sur-Orne et Rabodanges) qui alimente une centrale hydro-électrique, la centrale de Rabodanges, d'une puissance de 6 500 kW. Cette dernière fournit de l'électricité à la ville de Condé-sur-Noireau[réf. souhaitée].
Le lac se situe au sein de la Suisse normande, dans un environnement de qualité. Bien qu'il s'agisse d'un lac artificiel, le cadre sauvage de la Suisse normande a été très préservé, et son aménagement a été prévu afin de ne pas déstabiliser l'équilibre écologique du fleuve,.
Lac touristique, il permet visites et balades au cœur de la campagne normande, par ses rives boisées et sinueuses. Un bateau-restaurant y circule en période de vacances.
La faune est essentiellement représentée par des canards, grèbes, hérons cendrés, foulques.

## Historique
La mise en eau du lac de Rabodanges a eu lieu à la fin de l'année 1959 après trois ans de travaux sur les différents ouvrages de la centrale de Rabodanges et du barrage de retenue de Saint-Philbert-sur-Orne.